# Physula margotalis
Physula margotalis är en fjärilsart som beskrevs av William Schaus 1906. Physula margotalis ingår i släktet Physula och familjen nattflyn. Inga underarter finns listade i Catalogue of Life.